# يانغ تسي جون
يانغ تسي جون مواليد 8 فبراير 1990 في هونغ كونغ، هي لاعبة كرة مضرب هونغ كونغية بدأت مسيرتها كمحترفة سنة 2006. أعلى تصنيف لها في الفردي كان المركز الـ 418 في سنة 2009. أعلى تصنيف لها في الزوجي كان المركز الـ 746 في سنة 2010.

## روابط خارجية
- يانغ تسي جون على موقع رابطة محترفات التنس (الإنجليزية)
- يانغ تسي جون على موقع الاتحاد الدولي لكرة المضرب (الإنجليزية)
- يانغ تسي جون على موقع خلاصة التنس.كوم (الإنجليزية)